# Heal My Wounded Heart
Heal My Wounded Heart è il secondo album in studio della cantante danese Marie Carmen Koppel, pubblicato il 22 settembre 2014 su etichetta discografica VME Records.

## Tracce
1. Heal My Wounded Heart – 4:03
2. Climax – 4:13
3. Sweet Little Lie – 4:40
4. Through This – 4:26
5. I Still Loved You (Peter's Ballad) – 2:33
6. My Dish of Favorites – 4:37
7. Come What May – 3:42
8. Anytime – 5:31
9. Bless Me – 4:43
10. Total Praise – 4:12
11. Right Where I'm Supposed to Be – 5:01
12. Reach Out – 3:12

## Classifiche
| Classifica (2014) | Posizione massima |
| ----------------- | ----------------- |
| Danimarca         | 29                |